# Trigonella cretica
Trigonella cretica es una hierba anual de la familia Fabaceae.  Es originaria de la cuenca mediterránea donde se distribuye por Creta y Turquía.

## Taxonomía
Trigonella cretica fue descrita por (L.) Boiss. y publicado en Flora Orientalis 2: 91. 1872.
Etimología
Trigonella: nombre genérico que deriva las palabras griegas tri = "tres" y gonia = "ángulo de esquina" y se pretende hacer referencia a la estructura de la flor.
cretica: epíteto geográfico que alude a su localización en la isla de Creta.
Sinonimia
- Melilotus creticus (L.) Desr.
- Pocockia cretica (L.) Ser.
- Trifolium creticum L.[2][3]